# Distrito de La Châtre
El distrito de La Châtre es un distrito (en francés arrondissement) de Francia, que se localiza en el département Indre, de la région Centro-Valle de Loira (en francés Centre-Val de Loire). Cuenta con 5 cantones y 58 comunas.
La capital de un departamento se llama subprefectura (sous-préfecture). Cuando un departamento contiene la prefectura (capital) del departamento, esa prefectura es la capital del distrito, y se comporta tanto como una prefectura como una subprefectura.

## División territorial

### Cantones
Los cantones del distrito de La Châtre son:
1. Aigurande
2. La Châtre
3. Éguzon-Chantôme
4. Neuvy-Saint-Sépulchre
5. Sainte-Sévère-sur-Indre

### Comunas
| 1. Aigurande (36001)                      | 2. Badecon-le-Pin (36158)           | 3. Baraize (36012)                 | 4. Bazaiges (36014)                 |
| 5. La Berthenoux (36017)                  | 6. Briantes (36025)                 | 7. La Buxerette (36028)            | 8. Ceaulmont (36032)                |
| 9. Champillet (36038)                     | 10. Chassignolles (36043)           | 11. La Châtre (36046)              | 12. Cluis (36056)                   |
| 13. Crevant (36060)                       | 14. Crozon-sur-Vauvre (36061)       | 15. Cuzion (36062)                 | 16. Feusines (36073)                |
| 17. Fougerolles (36078)                   | 18. Gargilesse-Dampierre (36081)    | 19. Gournay (36084)                | 20. Lacs (36091)                    |
| 21. Lignerolles (36095)                   | 22. Lourdoueix-Saint-Michel (36099) | 23. Lourouer-Saint-Laurent (36100) | 24. Lys-Saint-Georges (36108)       |
| 25. Le Magny (36109)                      | 26. Maillet (36110)                 | 27. Malicornay (36111)             | 28. Mers-sur-Indre (36120)          |
| 29. Montchevrier (36126)                  | 30. Montgivray (36127)              | 31. Montipouret (36129)            | 32. Montlevicq (36130)              |
| 33. La Motte-Feuilly (36132)              | 34. Mouhers (36133)                 | 35. Neuvy-Saint-Sépulchre (36141)  | 36. Nohant-Vic (36143)              |
| 37. Néret (36138)                         | 38. Orsennes (36146)                | 39. Pommiers (36160)               | 40. Pouligny-Notre-Dame (36163)     |
| 41. Pouligny-Saint-Martin (36164)         | 42. Pérassay (36156)                | 43. Saint-Août (36180)             | 44. Saint-Chartier (36184)          |
| 45. Saint-Christophe-en-Boucherie (36186) | 46. Saint-Denis-de-Jouhet (36189)   | 47. Saint-Plantaire (36207)        | 48. Sainte-Sévère-sur-Indre (36208) |
| 49. Sarzay (36210)                        | 50. Sazeray (36214)                 | 51. Thevet-Saint-Julien (36221)    | 52. Tranzault (36226)               |
| 53. Urciers (36227)                       | 54. Verneuil-sur-Igneraie (36234)   | 55. Vicq-Exemplet (36236)          | 56. Vigoulant (36238)               |
| 57. Vijon (36240)                         | 58. Éguzon-Chantôme (36070)         |                                    |                                     |